# Yanrui (köpinghuvudort i Kina, Jiangxi Sheng, lat 28,71, long 118,34)
Yanrui (kinesiska: 岩瑞) är en köpinghuvudort i Kina. Den ligger i provinsen Jiangxi, i den sydöstra delen av landet, omkring 240 kilometer öster om provinshuvudstaden Nanchang. Antalet invånare är 45 019. Befolkningen består av 21 449 kvinnor och 23 570 män. Barn under 15 år utgör 22,0 %, vuxna 15-64 år 68 %, och äldre över 65 år 8,0 %.
Runt Yanrui är det tätbefolkat, med 319 invånare per kvadratkilometer. Yanrui är det största samhället i trakten. Trakten runt Yanrui består till största delen av jordbruksmark.
Genomsnittlig årsnederbörd är 2 636 millimeter. Den regnigaste månaden är juni, med i genomsnitt 506 mm nederbörd, och den torraste är oktober, med 38 mm nederbörd.